# Каташин (Брянская область)
Каташи́н — село в Старокривецком сельском поселении Новозыбковского района Брянской области (Россия). Почтовый индекс — 243006. Телефонный код — +7 48343.
Расположено в 16-17 км к северо-востоку от Новозыбкова. Рядом с селом проходит автодорога Брянск — Гомель.

## Население
| 2010 | 2013 |
| ---- | ---- |
| 469  | ↘434 |

По переписи 2010 года в селе проживали 212 мужчин и 257 женщин.

## История
В начале XVIII века входило в состав Новоместской сотни Стародубского полка. Позже находилось в Белоколодезской волости Новозыбковского уезда.
В XIX веке село Каташин было волостным центром Белоколодезской волости Новозыбковского уезда Черниговской губернии. В селе была Николаевская церковь.
По переписи 1901 года в селе проживало 1260 человек.

## Семигорский монастырь
В 1692 г. иеромонах Герасим основал в Каташине Семигорский Николаевский монастырь. К 1699 г. на средства богомольного стародубского полковника М. А. Миклашевского был возведён каменный собор в стиле мазепинского барокко (по некоторым данным, шестистолпный). Позднее был построен трапезный Крестовоздвиженский храм.
После упразднения монастыря в 1787 г. собор действовал как приходская церковь Сошествия Св. Духа. Закрыт в 1930-е гг., взорван в 1960 г. на волне хрущёвской борьбы с религией. От этого старинного ансамбля сохранилась только отдельно стоящая колокольня.